# جينيفر لام
جينيفر لام (بالإنجليزية: Jennifer Lame)‏ هي محررة أفلام أمريكية اشتهرت بعملها في أفلام نواه باومباخ. تشتهر لام أيضًا بعملها في مانشستر باي ذا سي ووراثي وتينت والنمر الأسود: واكاندا للأبد وأوبنهايمر.

## وصلات خارجية
- جينيفر لام على موقع IMDb (الإنجليزية)
- جينيفر لام على موقع ألو سيني (الفرنسية)
- جينيفر لام على موقع قاعدة بيانات الفيلم (الإنجليزية)
- جينيفر لام على موقع كينوبويسك (الروسية)